# Шоссе Нджамена — Джибути
Шоссе Нджамена — Джибути — трансафриканское шоссе , соединяющее регион Сахель и порт Джибути на Индийском океане.
Дорога пересекает Чад с Запада на Восток, регион Дарфур в Судане, а также город Эль-Фашир, где безопасность передвижения низка из-за непрекращающихся столкновений боевиков и правительства (Дарфурский конфликт). Далее дорога идет на восток через территорию Судана. Начиная от Суданского города Вад-Медани и до эфиопского города Верэта шоссе совпадает с другой трансафриканской дорогой — Шоссе Каир-Кейптаун.
Шоссе имеет протяженность 4219 км, однако менее половины его имеет покрытие. Горный рельеф Эфиопии создает большие трудности в прокладке участков по её территории. Проблемы безопасности в Чаде и Судане также мешают развитию международных отношений по этой дороге.
Вместе с Шоссе Дакар-Нджамена соединяет восточное и западное побережье континента (8715 км). Дорога совпадает с проектом Французской Империи конца XIX — нач. XX вв., однако не реализованного из-за Фашодского кризиса.

## Пересечения с другими шоссе
- Шоссе Триполи — Кейптаун в Нджамене
- Транссахельское шоссе в Нджамене
- Шоссе Каир — Кейптаун — дороги имеют общий участок около 400 км